# 鋼鉄の白兎騎士団
『鋼鉄の白兎騎士団』（はがねのしろうさぎ）は、舞阪洸による日本のライトノベル。イラストは伊藤ベン（第二部『ガブリエラ戦記』では優木きら）が担当。ファミ通文庫（エンターブレイン）より2005年11月から2013年2月まで刊行された。

## あらすじ
いまだ神々の居た残滓が残る世界エスペリテ・ウモルの一角バスティア大陸。そこには、うら若き清純な乙女だけで構成されるという騎士団、人呼んで「鋼鉄（）の白兎騎士団（）」がその名を轟かせていた。

## 登場人物

### 鋼鉄の白兎騎士団

#### 遊撃小隊（初代雛小隊）
ガブリエラ・リビエラ・スンナ
本作の主人公。雛小隊小隊長補佐を経て遊撃小隊副隊長。のちに白兎騎士団団長となる（ガブリエラ戦役時）。外見は『あどけない』あるいは『頼りない』と周囲から評価されているが、持ち前の発想と機転で窮地を乗り越えていくタイプ。しかしその才能は平時には全く活かされない。
基本的に控えめな性格なのだが、有事には奇天烈な策を考案して窮地を切り抜けていく。その弊害で騎士団に大きな被害が及ぶことも。（無意識ではあるが）腹黒い一面もあり、『団長殺し』『奇天烈ガブリエラ』『大物殺し』『鋼鉄の暗黒兎騎士（はがねのくろうさぎ）』『暗黒大魔王（又は魔界の大魔王）』など、本人の望まない二つ名がどんどんついていく。また、物語の主要人物を死に追いやっていく事から、団内では「ガブリエラが次に殺すのは誰か？」という賭けが行われており、一番人気はレフレンシアであったが、結局はジアンが（表向きは）三番目に殺されることになった。
コリントゥスの街奪還作戦『溺れる者は藁をも掴む』はガブリエラが作戦立案に大きく関わりながらただ一人の犠牲者も出さなかった稀有な作戦として団に語り継がれることになる。
ル・アンヘル攻防戦では、布橋作戦をアルゴラに提示して、イリアスタ連合軍の別働隊に大損害を与えた。
10巻でドゥイエンヌとマルチミリエがマクシミリエヌス家に戻るために出発した後に、レフレンシアから遊撃小隊の小隊長代行を命じられる。しかしその翌日、レフレンシアによって団長見習いに推挙され幹部総会でも承認されたことを聞かされて驚愕し、断ることも出来ずに絶望的な様子でやむなく承諾する。
ちなみに同期の少女達や他に戦闘力の高い団員が多いことと、前述の作戦立案力が描写されることが多いために隠れがちであるが、剣の腕前もドゥイエンヌやアスカが一目置くほどの腕前である。
母親は元白兎騎士団副団長でもあり、黒の二年戦役で活躍した『天翔る黒き翼』の異名を持つエリエオラ・アルトォーラ・スンナ。
ドゥイエンヌ・ドゥノ・マクシミリエヌス
雛小隊隊長を経て遊撃小隊隊長。ベティスの高級貴族マクシミリエヌス家の息女。何処にも根拠のない自信で窮地を切り抜けていくタイプだが、剣や指揮力といった実力は高い（料理は苦手）。ガブリエラ戦役時は白兎騎士団を辞めてベティス大公国の援軍の指揮官となっている。
自分が認めた者以外には全く関心を寄せないが、他人を認めることのできる器も備えている。おだてに弱い面があり、あっさりと丸め込まれることも多い。美貌と抜群のプロポーションを誇る女性。当時王子だったカッシウスを連れてアンテルノ軍の検問を通行する際は、検問所の指揮官に殴られても耐え抜く忍耐力を見せた。
10巻で父が倒れたという知らせを聞いて、マルチミリエと共に休団扱いとなって実家に戻った。
レオチェルリ・レモンティス
ガブリエラの侍女であり、ともに白兎騎士団に入団した。体躯に恵まれており剣術を得意とする。ドゥイエンヌにはレオッチェと呼ばれる。優しく控えめな性格で、気が利く。ガブリエラ戦役時は団長になったガブリエラの特別秘書官を務めており、再編された特戦隊の第一特別小隊の副隊長として参加している。
マルチミリエ・ギヴィエ
ドゥイエンヌの侍女で、無口な娘。ずば抜けた巨体であり、非常に高い戦闘力を誇っているが、味方には『手加減が出来ない』と思われてしまっている。同期メンバーの中では言動がある意味一番危険。セビリ=アンテ都市同盟での一件からアルゴラに対して尊敬の念を抱く。ドゥイエンヌ至上主義であり、白兎騎士となった今でもドゥイエンヌが最優先である。ドゥイエンヌにはマルチと呼ばれる。
10巻でドゥイエンヌの父が倒れたという知らせを受けて、ドゥイエンヌと共に休団扱いとなってマクシミリエヌス家に戻った。ガブリエラ戦役時の状況は不明。
ジアン・ジャン
東方出身。氣を用いる格闘術を得意とし、その実力は新雛小隊のアスカを除く全員を一度に相手をして圧倒するほど。身軽で目も良い。実家は情報収集を生業とし、自身も交渉術に長ける。のちに特務分隊長となる（ガブリエラ戦役時）。
起伏に乏しい体格で開けっぴろげな性格ゆえに、色気がない、最低女と呼ばれる、などの評価がもっぱらだが、美女揃いの白兎騎士団員達を押しのけてセビリィノ王カッシゥスに見初められ、彼の愛妾となる。しかし、それは表向きのことで実際は試用期間のようなもので、肉体関係は結んでいない。王宮暮らしはなじめないと思っているが、カッシゥスのことは「素敵な彼氏」として自慢しているため、決して悪く思ってはいない。
カッシウスが国王に即位して少したった頃に、地中に潜んでいた暗殺者にカッシウスが襲撃されるが、本能的にカッシウスを蹴って襲撃を回避し暗殺者を蹴り倒すが、咄嗟に暗殺者が放った毒塗りの短剣にかすってしまい、意識不明となる。しかし、セビリィノに到着したウェルネシアの治療によって意識を取り戻し、そこでレフレンシアたちから自分（正確にはジアン・ジヤンという架空の従姉妹）が表向き死亡したことになったことを告げられた。しばらくして体調も回復し、セビリィノに到着した新人たちと格闘の訓練を行う。『大平原漫遊行』においては、カッシゥス王から体面上は借り受ける形で物見遊山隊に加わる。以降も遊撃小隊と同行し、ル・アンヘル攻防戦にも参戦した。
アフレア・ファウビィ・セビリィシス
西の海岸地方出身。ひときわ小柄で、魔術の知識と技術に優れていて、お人形さんみたいな美少女だが、中身は実に攻撃的。背中に背負った『棺桶』の中に入っている魔術で動く人形シゥビーニュ（こちらの性格もかなり攻撃的である）が呪文詠唱中の無防備な状態を護衛するおかげで、護衛の人員を割く必要がなく単独での戦闘が行える等、高位の魔術師である。シギルノジチ経国に強い敵意を抱いているが、その理由は作中ではいまだ明らかにされていないが、魔術の師匠兼育ての親であるジゥが、死人を使役する魔術を行使する何者かに殺害されたことが、その一因だと思われる。ガブリエラ戦役時の状況は不明。
セリノス・セレニクス・クワドロス
ベティス大公国のサルナトゥス・レニカヌス・クワドロス大将軍の娘で、ノエルノードの双子の姉。雛小隊の中ではかなり常識的な性格。剣術を得意としており、一卵性故か、戦闘時のノエルノードとのコンビネーションは非常に巧み。遊撃小隊の中で最も乗馬を得意としており、また弁も立つ為、遊撃小隊が事件に巻き込まれる度に伝令として本城及びレフレンシアの元へ走る事となる。
10巻でガブリエラが団長見習いに推挙されドゥイエンヌが実家に戻ったこともあり、レフレンシアから遊撃小隊の小隊長に任じられた。
後に18歳という異例の若さで白兎騎士団三番隊番隊長となるが、同年齢のガブリエラが団長になる事に比べると特に何も言われなかった。その血筋を活かして外交面でも大きな役割を担う（ガブリエラ戦役時）。
ノエルノード・ノエラ・クワドロス
セリノスの双子の妹で、ほとんど同じ外見を持つ。口が悪く、アフレアと共によく遊撃小隊の仲間をからかっている。一卵性故か、戦闘時のセリノスとのコンビネーションは非常に巧み。実力はセリノスとほぼ互角。通称ノエル。ちなみにセリノスよりも若干、スタイルはいい。ガブリエラ戦役時にはデイレィに同行する形で特戦隊の第一特小（第一特別小隊）の一員として参加している。
ウェルネシア・アドゥ・バルトレィ
実家は貴族であるが、裕福ではない為に自家栽培品の薬草を販売している。その裏で毒草も取り扱っており、客との交渉は他人任せに出来ない為に交渉術にも長ける。また、自身も薬品の扱いを特技とする。嗅覚が鋭く、臭いだけで刃に塗られた致死性毒物を見抜くほどである。実は騎士団でも屈指の巨乳を誇る。通称ウェル。カッシゥス王の暗殺未遂事件の直後には、セビリィノに到着した後にレフレンシアの命令でジアンの寝室に赴き、意識不明になっていたジアンを治療して意識を回復させた。『溺れる者は藁をも掴む』作戦では、レフレンシアやジュナスと共にコリントゥス王宮に侵入し、薬で食料庫の食料を半分ほど駄目にして作戦の成功に貢献した。ガブリエラ戦役時にはデイレィに同行する形で特戦隊の第一特小の一員として参加している。
デイレィ・ドゥーニュ・デビィアノス
大変身軽な、暗器使い。入浴時にも、何かしら武器を持っている。セリノス・ノエルノード・ウェルネシアと共に入隊試験に参加。自分の生い立ちなどを語りたがらないが、その理由は幼少の頃から兄と共に暗殺者として過ごして来たからで、ある日セリノスたちの父であるクワドロス将軍の暗殺の為に屋敷に忍び込んだ所を、兄共々セリノスとノエルノードに捕まり、デイレィの助命の為に兄が自害した。その後、セリノスたちの説得で部下ではなく彼女たちの友達となり、その仲介で下級貴族のデビィアノス家の養女となった。諜報・偵察などの分野の能力に秀でている。ガブリエラ戦役時にはアスカに直談判されて特戦隊の第一特小の一員として参加している。

#### 騎士団幹部
レフレンシア・レブローニュ・スキピアノス
白兎騎士団副団長兼警邏隊隊長（1-3巻）、白兎騎士団団長代理（4巻以降）を経て、ガブリエラ戦役の時には再び副団長。
優れた魔術師であり、知略に長けている。政治家としても有能。見た目通りに切れ者で剣呑で危険。ガブリエラ達、新入団員の実力を高く買っている人物。くじや賭け事に弱く、くじ引きで負けた為に当時副団長でありながらガブリエラ達の入団試験の監督官を務める。
『お兎様の乱』ではマリエミュールへの想いから、討たれてさえいいと思っていたが、ガブリエラ達やレオノーラの叱咤で立ち直り、反シギルノジチ派の統領として乱を鎮圧する。その後、周囲からは団長になる事を薦められたが、乱の一因は自分にもあると言い、これを固辞。セビリ＝アンテ都市同盟の内紛では臨時に結成された特戦隊の隊長を務める。カッシゥス王子の王位即位後に実施された臨時の入団試験に合格したアスカを見て、潜入調査員かもしれないと思うなど洞察力も優れている。カッシゥス王の暗殺未遂事件の直後、使者から事件のことを聞いたレフレンシアは、遊撃小隊を連れてセビリィノへと赴き、『勇者ジアンの大会葬』作戦では、実質上の喪主を務めた。葬儀後に、葬儀に参加していたダルタニゥスに遊撃小隊を借り受けられないか要請を受け、それを承諾する。その後、コリントゥスでの急変に際して物見遊山隊を結成、現地まで急行する。ガブリエラの策を採用後、自身新イリアスタ軍に占拠されたコリントゥス王宮に侵入し、執務室でセレンティウスを威圧する事でガブリエラの策略を助けた。
別名『盆地の魔女』、『鬼の副団長』。
レオノーラ・エレマル・サイクス
警邏隊副長（1-3巻）、特務分隊分隊長兼警邏隊隊長（4巻以降）を経て、ガブリエラ戦役時には四番隊番隊長。
ふわっとした綿菓子のような髪、茫洋とした表情、曖昧な口調で、実に威厳がない。しかも常に前後左右にふらふらゆらゆらと揺れている。しかし、『お兎様の乱』では自暴自棄になりかけたレフレンシアに平手打ちをし、厳しい言葉で立ち直らせる等、激情をあらわにする事もある。一方で自然士（じねんし）と呼ばれる特殊な存在であり、木々などと直接会話して情報を集めることが出来る。また、政治的判断もなかなかに巧み。
セビリ＝アンテ都市同盟の内紛では特戦隊の一員に選ばれた。カッシゥス王の暗殺未遂事件の後にセビリィノへと向かったレフレンシアと遊撃小隊の後続として、入団してきた新人たちを連れてセビリィノへと赴く。『大平原漫遊行』では物見遊山隊の隊長を務める。
ル・アンヘル攻防戦ではベティス軍に同行し、その軍にいた妹のエイリィナと口喧嘩していた。攻防戦の終盤では、自然士の能力を使って砂嵐を巻き起こしてイリアスタ連合軍の弓を使えなくする活躍を見せた。
クシューシカ・クセノフォン・ハイドリアノス
四番隊番隊長（1-3巻）、三番隊番隊長兼番隊長筆頭（4巻以降）を経て、ガブリエラ戦役時は一番隊番隊長兼番隊長筆頭。癖の強い個性を持つものが多い白兎騎士団の中において数少ないまともな人物で、騎士団の良心。
槍の名手であり、団員の中でも屈指の巨乳でもある。かつ凛々しいために団員からはもてている。直感がなかなか鋭いが、政治的な面にはあまり強くなく、ガブリエラやレフレンシアの奇策にはついていけないことも。
『お兎様の乱』時はどちらが正しいのか判断が付かず、サイファに誤解により斬りかかられた事でレフレンシア側に付く事になり、自身は負傷した為に四番隊をヨーコに預ける。白兎騎士団再編後は番隊長筆頭となり、レフレンシアが他国へ赴くときは副団長代理代行を務める。
アルゴラ・アスターシャ・アレスタ
六番隊番隊長（1-3巻）、一番隊番隊長（4巻以降）を経て、ガブリエラ戦役時には二番隊番隊長。
『氷のアルゴラ』という通称を持つ、戦闘狂。戦闘力も非常に高く、ヨーコと双璧を為し、その戦い様は自身が返り血で赤く染まることから『赤き死の舞踏』と呼ばれる。その一方で場の空気を読めない、天然ボケという一面を持つ。細身の剣を得物とするが、それは「斬るよりも突いた方が刃こぼれがしにくく効率がよいから」とのこと。騎士団幹部の中でもずば抜けた危険人物で、その言動は常に危険に満ちている。番隊長として演武会の運営に当たるより、選手として仕合に出ることの方が重要であり、『お兎様の乱』にしても我関せずであったが、ヨーコとの決闘の為にレフレンシア側に付く。
セビリ＝アンテ都市同盟の内紛では特戦隊の一員に選ばれた。コリントゥスの急変ではレフレンシアの命令でヨーコと共に一番隊を率いてセビリィノまで赴いた。ル・アンヘル攻防戦では白兎騎士団軍の指揮官として参戦し、撤退する際には殿隊の隊長も務めた。
ガブリエラ戦役では、ヴィネダが率いる部隊の実力を測るために再編された特戦隊に、番隊長でありながら一兵卒でもと熱烈に志願し、ガブリエラも断りきれずに再び特戦隊の一員となる。
ヨーコ・ジュン・シラサギ
四番隊副隊長（1-3巻）、二番隊番隊長（4巻以降）を経て、ガブリエラ戦役時には五番隊番隊長。
『カタナ』という片刃の剣を使う、黒髪の女性。東方出身であるが、ジアンとは見た目の印象からして違う。なお、白兎騎士団員の中で唯一『ハカマ』を身につけている。居合いを得意とし、その剣の実力は、アルゴラと並んで双璧と呼ばれる。また、ラフィネとは剣のライバルでもあった。体術も得意で、合氣術の使い手でもあり、その実力はジアンを圧倒するほど。
『お兎様の乱』では、剣のライバルであったラフィネを殺したシギルノジチ派を許せず、レフレンシア側に付く。演武会では当時の上官クシューシカを襲ったサイファと交戦して斬り捨てた。セビリ＝アンテ都市同盟の内紛では特戦隊の一員に選ばれた。コリントゥスの急変ではレフレンシアの命令でアルゴラと共に二番隊を率いてセビリィノまで赴いた。ル・アンヘル攻防戦では白兎騎士団軍の副将として参戦し、撤退する際には本体の隊長を務め、太平原の湖岸都市メンゼッソスに白兎騎士団軍が撤退する為の小船を提供させた。
マクトゥシュ・アルクィン・ミラネ
『お兎様の乱』以前からガブリエラ戦役に至るまで、庶務分隊分隊長を務める。白兎騎士団員としては、ふくよかな体躯。曰く、事務仕事ばかりで運動不足。
『お兎様の乱』の後は副団長代理を兼任するが、ガブリエラ戦役時にはレフレンシアが副団長に復帰しているので、庶務分隊分隊長専任に戻っている。ガブリエラたちが入隊した時点で16年のキャリアを持つので、すでに三十代のはずだが、それにしては若く見える。徹底的な現実主義者であるが、その実力はレフレンシアに「マクトゥシュにほんの少しでも理想主義者の血が混じっていれば、団長の地位だって望むことができた。それほどの人材なんだよ、彼女は。」と言わしめるほど。補給や配給を管理する、ある意味、白兎騎士団の陰の支配者。『お兎様の乱』によって悪化した団の財政は彼女の双肩に掛かっていると言っても過言ではない。レフレンシア不在時は団長代理代行を務め、レフレンシアに何かあれば彼女が団長になる事が言い渡されている。
アナ・ハイデル・トスカル
『お兎様の乱』以前からガブリエラ戦役に至るまで、救急分隊分隊長を務める。怪我人も彼女を見ただけで痛みが癒されるとまでいわれる。通称『癒しの女神』。ただし普段温厚な分、激昂するとアルゴラなども黙るほどの迫力をみせる。白兎騎士団再編後はレフレンシア不在時の団長代理代行と副団長代理代行の補佐役を務め、その間の最高幹部会はこの3人で開催される。
フェーレン・カッシーノ
特務分隊長（1-3巻）を経て、四番隊番隊長（4巻以降）。セビリ＝アンテ都市同盟の内紛時には、『保護色』のティーニャがアンテルノに知られるのを心配するなど、当時の特務分隊長のレオノーラより特務分隊の事を気にかけている。ガブリエラ戦役時の状況は不明。
アイヴィウス・アイマール・アイネリウス
六番隊副隊長（1-3巻）を経て、五番隊番隊長（4巻以降）。ガブリエラ戦役時の状況は不明。
マリエミュール・エリノス・アイユーヴ
類い希なる美貌と高いカリスマを持つ、白兎騎士団長。幼い頃貧民街でレフレンシアに拾われ、それ以来レフレンシアとは強い絆で結ばれているが、同時にコンプレックスも感じている。レフレンシアのことを唯一『レンシア』と呼び、レフレンシアからのみ『マリエ』と呼ばれる。レフレンシアを除くためにシギルノジチ経国と手を結び、シギルノジチ派の統領として『お兎様の乱』を引き起こすが、ガブリエラたちによって策略を破られ、最期は遅効性の毒を飲んで自害した。
サイファ・ミネイラスカ
『お兎様の乱』が起こるまでは五番隊番隊長を務めていた。マリエミュール団長に賛同してシギルノジチ派に加わる。『お兎様の乱』では「斬る」と発言したクシューシカを誤解して襲いかかるが、仕留められないまま逃げようとしたところをヨーコに立ち塞がれ、交戦の末に斬り倒され死亡した。

#### 騎士団員
エァリァス・エリダノス
庶務分隊の補給担当長。商家の出身。妙に芝居がかった言動をする人物で、癖の強いガブリエラらをして「変人」呼ばわりされ、しかも自分でそれを認めている。ガブリエラたちが白兎騎士団への寄付金を募る旅に出る際に、いろいろとアドバイスを行った。
スレイマーニャ・スイフトソフィー・サーレッソー
庶務分隊の財務担当長。『お兎様の乱』でガブリエラの策略によって物資に多大な被害が出たせいで多忙となる。臨時の入団試験が行われた頃には財政もある程度回復したが、ガブリエラと面会した時には増長したら刺すときつい忠告を行った。通称マーニャ。
ファンフェッダ・ファブリス・フェリシアーノ
『大いなる物乞いの旅』（4-5巻）にて臨時で特別遊撃小隊に加えられた、救急分隊の4回生。一見すると、いかにも知的で優しそうな人物だが、普段は凛としたクシューシカが消毒薬を原液で刀傷にぶっかけられて苦痛で悲鳴を上げる姿を楽しんだりするサディストで、カッシゥス王子に真っ先にメロメロになるショタコンの気もある変人。一方で、治癒魔術の使い手で、責任感も強いのは事実である。そのサドっぷりゆえに『血塗れファンフェ』と呼ばれる。
ガブリエラ戦役時には、特戦隊の第二小隊の小隊長として参加している。
アルデリィナ・メリル・モルリーナ
『大いなる物乞いの旅』（4-5巻）にて臨時で特別遊撃小隊に加えられた、庶務分隊の3回生。仕事が出来る上に、美少年のような顔立ちと凛々しさの持ち主で、分隊内の人気者。自分でもそれが判っていて、わざわざ一人称を『僕』にしている。カッシゥス王の暗殺未遂事件の後に、レオノーラ・ジュナス・新人たちと共にセビリィノへ赴く。『大平原漫遊行』では物見遊山隊に加わる。コリントゥスの街が解放された後は、交代要員が来るまで白兎騎士団領となったマドルの森の管理官として残ることになる。通称アルデ。
ネルファナ・シギストゥス
マクトゥシュの秘書官。ガブリエラが庶務分隊に仮配属された際にはいろいろと面倒を見た。セビリ＝アンテ都市同盟の終結後にガブリエラに再会し、ガブリエラが『大物殺し』という新たな異名を得たことを伝えた。
エンデミオン・エネルージュ
2巻まではレフレンシアの秘書官を務めていたが、死人の刺客ラフィネに襲撃されて負傷する。『お兎様の乱』終結後には負傷も回復し、警邏隊の副隊長に昇格した。レフレンシアが退団を図った際に開かれた幹部総会にも参加した。通称エン。
ライラント・ローラ・ランドゥルフツ
4巻でガブリエラたちと出会った頃には特務分隊秘書官として、当時の特務分隊長レオノーラを補佐していた。しかしセビリ＝アンテ都市同盟の内紛終結後にセビリィノの駐在官に任じられる。非常に堅苦しい性格であり、カイエとは同期である。カッシウス王の暗殺未遂事件の直後には、その一糸乱れぬ態度でセビリィノの重臣たちを感心させた。
ティーニャ・アタナシァス
敵地での生活を伴った潜入調査員『保護色』の一員。変装の達人であり、その腕前は面識のあるガブリエラたちにも気付かれない程である。
ガブリエラたちがアンテルノに立ち寄った際に泊まった宿で働いていた。ガブリエラたちに情報を提供し、特別遊撃小隊と特戦隊がアンテルノ王宮に突入した際も参加し、その功績で特務分隊員として本城に復帰した。臨時の入団試験が開始された際には占い師に変装して一次試験の試験官を務めた。カッシウス王の暗殺未遂事件の後、レフレンシアの命令でセビリ＝アンテ都市同盟の裏事情を探るための駐在官として同地域に戻された（表向きの外交をライラント、裏での情報収集等をティーニャが担当する意を込めて）。『大平原漫遊行』では物見遊山隊に加わるが、連絡要員として太平原南部で最大の都市国家マナティウスに残る。ル・アンヘル攻防戦の前に、太平原の中央湖沿岸南部の都市国家キュラソールに湯治に来ていたガブリエラたちに、レフレンシアからの命令を伝えた。
カイエ・カイアス・コルネリア
レフレンシアの特別秘書官を務めており、ライラントとは同期である。口調は乱暴で、周囲から武闘派として認識されている。剣の腕に優れ、アルゴラやヨーコに次ぐ第二グループの一員と目されている。セビリ＝アンテ都市同盟の内紛時には特戦隊の一員に選ばれた。ル・アンヘル攻防戦の直前には、休暇中のガブリエラたちに命令を伝える為に、メンゼッソスに赴いた。
アマネー・アウストラル
レフレンシアの特別秘書官を務めており、容姿は男性的である。「鋼糸」と呼ばれる特殊な糸を操って戦う。周囲からは武闘派として認識されており、セビリ＝アンテ都市同盟の内紛時には特戦隊の一員に選ばれた。
ソフィネス・ソレンステン
一番隊の副隊長を務めており、「一番隊の良心」と呼ばれている。当時の一番隊番隊長アルゴラを抑える役割を期待されており、セビリ＝アンテ都市同盟の内紛時には特戦隊の一員に選ばれた。
エルトナ・エミネンシス
特務分隊の副隊長を務めており、周囲からは武闘派として認識されている。セビリ＝アンテ都市同盟の内紛時には特戦隊の一員に選ばれた。
ジュナス・ジュネス
救急分隊の隊員。周囲からは武闘派として認識されており、セビリ＝アンテ都市同盟の内紛時には特戦隊の一員に選ばれた。しかし、セビリ＝アンテ都市同盟のとある街の宿屋に一人滞在していた時に刺客（アスカ）に襲撃され、薬で情報を吐かされた。そのことで落ち込んでいたが、レフレンシアの叱咤で立ち直った。その後、刺客の前で迂闊にレフレンシアの名を叫んでしまったアルデリィナやジアンと共に、罰としてアルゴラに尻叩きを百回行われた。
カッシゥス王の暗殺未遂事件の後に、レオノーラ・アルデリィナ・新人たちと共にセビリィノへ赴く。なおジュナスを始めとする白兎騎士団員たちは、アスカがかつてセビリ＝アンテ都市同盟の内紛でジュナスを襲撃した刺客であることに気付いていない。『大平原漫遊行』では物見遊山隊に加わる。『溺れる者は藁をも掴む』作戦では、レフレンシアやウェルネシアと共にコリントゥス王宮に侵入し、ファンフェッダが調合した眠り薬を空気中に散布し、王宮内のイリアスタ連合軍兵たちを眠らせた。
ルミネィア・ラゥラ・ルミネンス
庶務分隊の隊員。周囲からは武闘派として認識されており、セビリ＝アンテ都市同盟の内紛時には特戦隊の一員に選ばれた。
ビアンティティセス
一番隊の先任副隊長。ル・アンヘル攻防戦に参加した。ガブリエラ戦役時には二番隊の副隊長になっており、アルゴラが特戦隊に参加すると聞いて自身も参加を志願し、特戦隊の第四小隊の小隊長に任じられる。アルゴラからはビアンテと呼ばれている。
エリゼゥウ
一番隊の第一小隊小隊長。ル・アンヘル攻防戦に参加し、偶然とはいえ前後をイリアスタ連合軍に挟まれた白兎騎士団軍が撤退する際の殿隊にも加わった。
ヘレイネ
二番隊の第五小隊小隊長。ル・アンヘル攻防戦に参加し、白兎騎士団軍が撤退する際の殿隊にも加わった。
サーシュ
二番隊の第二小隊小隊長。ル・アンヘル攻防戦に参加し、白兎騎士団軍が撤退する際の支援隊の指揮を取ったが、殿隊が合流した後はアルゴラに指揮権を譲った。その後、追撃して来るイリアスタ連合軍別働隊に一泡吹かせるための作戦をガブリエラが説明している時には、ガブリエラの真意が解らず隣のドゥイエンヌに説明を求めていた。
ガブリエラ戦役時には五番隊の小隊長になっており、特戦隊の第一特小の一員として参加している。
メルロゥス
庶務分隊の隊員。ル・アンヘル攻防戦では「臨時の番隊組込庶務小隊」、略称『臨番庶務』として一番隊と二番隊に一小隊ずつ組み込まれた。前後をイリアスタ連合軍に挟まれた白兎騎士団軍が撤退する為の作戦会議では、臨番庶務の代表の一人として参加していた。
ラフィネ
三番隊の隊員。ヨーコとは剣の腕を競うライバルであり、当時の番隊長のマリスカよりゆくゆくは副隊長を任せたいと思わせる程の人物であった。三番隊の砦でエスカの姿を目撃してしまい、そのことでシギルノジチ派に目を付けられる。ヨーコに不完全にそのことを話した後、同僚のフィスティスと巡回に出た際にヴィネダとマリスカに不意打ちされて死亡した。死後、その遺体はエスカの魔術によって死人の刺客として利用され、レフレンシアを襲撃して当時秘書官であったエンデミオンを負傷させるが、駆けつけたガブリエラたちに阻まれ、最後はレフレンシアの炎の魔術によって消滅した。
イレーネス・イリエス・アイアネス
二番隊の第五小隊隊員。ル・アンヘル攻防戦に参加し、白兎騎士団軍が撤退する際の殿隊にも加わったが致命傷を負ってしまい、ガブリエラたちに見送られながらアルゴラによって安楽死した。結果として、ル・アンヘル攻防戦での白兎騎士団軍の唯一の戦死者となった。

#### 雛小隊（第二代）
アスカ・ランディ
類い希な分析力・判断力・統率力の持ち主。他の新人たちよりも大分年上で『お姉さま』『アスカ姉さん』などと呼ばれるが、本人は大いに不満。本名はアスカ・ラディア・ランゴバルドで黒猫出身だが、アスカ自身はランゴバルドの姓は捨てたとして、そう呼ばれるのを嫌っている。リンダシュタウトと共に何でも屋である「梟亭」を経営しており、裏の仕事を担当している。
協力者としてオケィアノスに雇われており、セビリ＝アンテ都市同盟の内紛時には同地域のとある街の宿屋に一人滞在していた白兎騎士団員ジュナスを襲撃して薬で情報を吐かせるが、駆けつけたレフレンシアに傷を負わされる。内紛終結後は、オケィアノスの新たな依頼で『団長殺し』の異名を持つ一回生を探り出すためにマイヨ・ルカに赴き、調査のために入団試験を受ける。その入団試験の最中でガブリエラと出会い、言動からガブリエラが『団長殺し』だと見当を付ける。入団試験に合格する気は無かったが意図せずに合格してしまい、調査を続行するために入団を決意する。入団直後に他の新人たちと共にレオノーラに連れられてセビリィノへ赴き、第二代雛小隊の隊長に任じられる。『大平原漫遊行』では物見遊山隊に参加する。ル・アンヘル攻防戦の前には、アスカたちは休暇中のガブリエラたちに命令を伝える為に大平原の各都市に個別に向かった。
ガブリエラ戦役時も白兎騎士団に在籍し、侵攻してくるヴィネダの部隊の実力を測るために再編された特戦隊の隊長に任じられた。
シェーナ・ソフィロス・ソフィステアノス
赤毛の少女。活発で聡明、物怖じしない性格。あまり取り柄はないけど人を見る目はある、とのこと。剣術が得意。『大平原漫遊行』では物見遊山隊に参加する。
ラツィーナ・ランティス・ロネッソ
長身で癖っ毛。シェーナとともに入団試験に参加した。シェーナ同様に剣術が得意。『大平原漫遊行』では物見遊山隊に参加する。
ハイミオ・ハイ
大陸中央の高山地帯出身。変な訛りで喋る。体術を得意とし、小剣やトンファなどの武器も使う。『太平原漫遊行』では物見遊山隊に参加し、コリントゥスまでの道中で、道を封鎖している数名のイリアスタ兵をジアンと二人で気絶させた。
リンデル・リンダフラム
長身で筋肉質。大剣を使用する。『大平原漫遊行』では物見遊山隊に参加する。
フェレッラ・フェルガナ・フェルガネス
魔術師。かぶっている帽子にはたくさんの羽根がついている。『大平原漫遊行』では物見遊山隊に参加する。

#### 脱団者
ヴィネダ・ヴィラ・ヴィスコーニュ
『お兎様の乱』が勃発するまで二番隊番隊長兼番隊長筆頭を務めていた。剣の腕前ならアルゴラやヨーコにも引けを取らない。マリエミュールに心酔しており、レフレンシアを除くという団長マリエミュールの考えに賛同してシギルノジチ派に加わるが、クーデターは失敗し、それでもマリエミュールに最後まで付き従うことを望むがマリエミュールの命令によってそれも叶わず、マリエミュールの仇を討つために団を逃亡。その途中で遭遇したエスカに勧誘されてシギルノジチ経国へと向かう。
ガブリエラ戦役時にはシギルノジチ経国の先鋒軍の大隊長に就任しており、マリエミュールを死に追いやったレフレンシアに復讐の念を燃やし、ガブリエラがマリエミュールの後を継ぐにふさわしいか確かめようとする。
リリア・リルヴィア・レリカス
『お兎様の乱』が勃発するまで親衛隊隊長を務めていた。ヴィネダ同様マリエミュールに心酔しており、マリエミュールに賛同してシギルノジチ派に加わる。『お兎様の乱』が失敗した後は、団を逃亡してマリエミュールの仇を討つというヴィネダに賛同し行動を共にするが、その途中で遭遇したエスカの勧誘にはマリエミュールを利用したシギルノジチ経国への不信感から応じず、自身の独力でマリエミュールの仇を討つために、その場でヴィネダと別れた。
ユーリア・ノスカ・エヴァンシオ
『お兎様の乱』が勃発するまで一番隊番隊長を務めていた。マリエミュールに賛同してシギルノジチ派に加わる。『お兎様の乱』が失敗した後は団を逃亡し、今後の身の振り方を考えるために故郷に向かった。
マリスカ・マリオネーラ・ネルファ
『お兎様の乱』が勃発するまで三番隊番隊長を務めていた。マリエミュールに賛同してシギルノジチ派に加わる。部下のラフィネが三番隊の砦でエスカを目撃してしまったために、口封じのためにヴィネダと二人で、ラフィネと同行していたフィスティスを不意打ちで殺害した。『お兎様の乱』が失敗した後は団を逃亡し、今後の身の振り方を考えるために故郷に向かった。
テナス・テネヴィア・ダヴィード
『お兎様の乱』が勃発するまで七番隊番隊長を務めていた。マリエミュールに賛同してシギルノジチ派に加わる。『お兎様の乱』が失敗した後は、団を逃亡し北方へと向かった。

### ベティス大公国
ダルタニゥス・ダンディ・マクシミリエヌス
ベティス大公国外務卿補であり、ドゥイエンヌの実兄。妹であるドゥイエンヌを溺愛しており、彼女もそれにはタジタジである。基本的に変人・奇人だが、公私の切り替えが出来る人物で外務卿補としての交渉力等、その実力は高い。
『勇者ジアンの大会葬』作戦後に、セビリィノで遊撃小隊を借り受けられるようにレフレンシアに頼み、遊撃小隊と共にコリントゥスに向かう。そしてコリントゥスでの交渉が一段落して近郊の湯治場で入浴中に、オルトラゥスからコリントゥス王宮で親イリアスタ勢によるクーデターが勃発したことを知らされ、裸のままドゥイエンヌたちの元へ向かったところ、ドゥイエンヌに殴り倒された。その後、コリントゥスから離れようと提案するドゥイエンヌたちの意見に反対し、逆にクーデターを阻止しようと提案して彼女たちに迷惑がられる。結果としてガブリエラたちの奮闘でクーデターは阻止できたが、今度は親イリアスタと思われる軍勢が北上してきた。しかし、ダルタニゥスは今度もコリントゥス王を見捨てることはできないとして、コリントゥスに残り、親イリアスタ軍との交渉等を買って出る。ガブリエラの才能を見抜き、彼女が団内での地位を上げていく事はベティスに対してもよい事だと考えているが、その発想がいずれ妹のドゥイエンヌを危地に追いやりはしないかとの危惧を抱くようになる。
サイアス・サイニクス・クワドロス
ベティス軍の准将軍で、セリノス・ノエルノード姉妹の兄。ル・アンヘル攻防戦ではル・アンヘル救援軍のベティス軍の指揮官として登場する。軍人としては有能で、政治や外交にも通じている。ル・アンヘル攻防戦終結直後、消息がわからなかった白兎騎士団部隊にいるセリノスとノエルノードを心配する場面が見られた。
エイリィナ・エレオノッラ・サイクス
ベティス軍ではサイアス直属の幕僚を務める魔術士で、レオノーラの妹でもある。口調と態度はレオノーラとは正反対である。理由は不明だが姉とは仲が悪く、ル・アンヘル攻防戦ではベティス軍に同行するレオノーラと口喧嘩をする場面が見られた。

### ルゥノ＝ヴァルディア七都市同盟
ガトゥー
白兎騎士団領に程近く、友好関係にあるルゥノ＝ヴァルディア七都市同盟の今年の執政官会議議長で、ルゥノの執政官。カッシゥス王の暗殺未遂事件の知らせを受けて、レフレンシアが遊撃小隊を連れてセビリィノへと向かう途中でルゥノ＝ヴァルディア七都市同盟に立ち寄った際、自らレフレンシアたちを出迎えに出た。遊撃小隊のことを噂で聞いていた模様で、レフレンシアから遊撃小隊を紹介された時は驚いていた。

### セビリィノ王国
カッシゥス・カッサーノ・セビリィズ
代々セビリ＝アンテ都市同盟の盟主を務めてきた、セビリィノの第2王子。12歳の少年。美少女と見間違わんばかりの美貌。生まれついての王族で、天然の女たらし。セビリ＝アンテ都市同盟の内紛（4-5巻）を経て、セビリィノ王とセビリ・アンテ都市同盟の新盟主となり、その際に思慕を抱いていたジアンを愛妾とする（お子様ということもあり、夜に本文では描けないような楽しいことを二人でしていたりはしない）。
王位に即位してしばらくたった頃に、王宮の庭の地面に潜んでいた暗殺者に襲われるが、ジアンの機転によって右腕を骨折したものの命は助かるが、ジアンが毒によって意識不明となる。その後は、自身が負傷したことよりもジアンが傷ついたことに激しい怒りを抱き、同時期にセビリィノを訪問していたイリアスタの使節団を疑い、使節団の者たちを皆殺しにするよう意見するなど強硬な姿勢を見せた。
その後ガブリエラらの説得により、他国への牽制をふくめた策略でジアンの国葬を行ったり、ジアンが騎士団に復帰したりしているが、それらに対してどう思っているかなどの描写があまり描かれていない。

### アンテルノ王国
フラミニゥス
長年セビリ＝アンテ都市同盟の盟主の座をセビリィノ王に独占されるのを忌々しく思っていたアンテルノ王。軍師オケィアノスの進言で、アンテルノの保養地に当時のセビリィノ王と三人の王子を呼び寄せ、セビリィノ王と第一王子を殺害し第三王子を捕縛するが、第二王子カッシゥスには逃げられてしまう。その後、オケィアノスの辣腕によって盟主の座に手が届く一歩手前でアンテルノ王宮を特戦隊と特遊隊に襲撃され、降伏する。そして、セビリィノ新王カッシゥスをセビリ＝アンテ都市同盟の新盟主に推挙し自身は退位するという書状を書かされ、最期は毒を飲んで自害する。
クレアーノ
カッシゥスがガブリエラたちと出会った直後にアンテルノの街に設置された検問所の指揮官。品性下劣な男で、ガブリエラたちが検問所を通過する際に、ドゥイエンヌとマルリミリエに殴る蹴るの暴行を加えるが、ガブリエラの二段構えの策略によって女装していたカッシゥスには気付かなかった。その後、オケィアノスの命令で追跡隊を率いていたが、とある街で偶発的に遭遇したマルチミリエに気付き（実際は気付かされた）、マルチミリエとアルゴラに気が付かぬまま人気の無い場所に誘導され、最期はマルチミリエに殴り倒された末に蹴り殺された。

### シギルノジチ経国
エスカ・ラディア・ランゴバルト
シギルノジチ経国の暗殺集団「黒猫」に所属する魔術師。「黒翼のエスカ」と呼ばれている。マリエミュールに取り入って「お兎様の乱」を引き起こさせるが失敗し、その後「鋼鉄の白兎騎士団」を脱退したヴィネダをシギルノジチ経国に来るように勧誘した。なお、アスカ・ラディアとは名前の類似とアスカがかつて「黒猫」に所属していたことから関係があると思われるが、真相は不明。

### ルーアル・ソシエダイ王国
アリアンレイ・アシッドゥ・アッサンラー
ルーアル・ソシエダイ王国の若き女性執務調整官。後ろ盾となっているイリアスタ国に赴き、イリアスタ国主と手を結んで太平原及びベティス方面への勢力拡大を図っている。手始めにセビリ＝アンテ都市同盟を混乱させるために、新盟主カッシゥスに暗殺者・土竜を送り込むが失敗する。その後にマレウスの報告から、暗殺を防いだ愛妾が鋼鉄の白兎騎士団の団員であることを知って驚愕し、新たな指示を出す。
マレウス
ルーアル・ソシエダイ王国の秘密組織「浮き雲」に所属する工作員であり、アリアンレイの部下。土竜がカッシゥス暗殺に失敗したことを報告し、アリアンレイの新たな指示を受けて出立する。
土竜
ルーアル・ソシエダイ王国の秘密組織「浮き雲」に所属する暗殺者。自身の肉体を仮死状態にする能力を持ち、地中に何日も潜伏することが出来る。アリアンレイの命令でセビリィノ王宮の庭の地中に潜りこみ、そこへやって来たカッシウスの命を狙うがジアンによって阻止され、最期は奥歯に仕込んだ毒薬を使って自害した。

### イリアスタ国
アスタロス・アスタール・イリヤス
大平原の都市国家の中でも有数の国、イリアスタの国主。先代国主の実子ではなく養子であり、年齢も二十代後半と思われるが、正確な年齢は不明である。ルーアル・ソシエダイ王国と手を結んで勢力拡大を図っている。現実主義者で、8巻では（ガブリエラの策略によって）立ち枯れしていくコリントゥスを占領している意味が無いことを知り、コリントゥスの街から撤退するよう指示を出す。
ガルヴィン・カンタス・ガルヴィヌス
イリアスタの政務長。先代国主の頃からの重臣。アリアンレイに警戒心を抱きながらも、アスタロスに付き従う。
セレンティウス
イリアスタの武将で、コリントゥスに侵攻してきたコリントゥス解放軍（実際はイリアスタ連合軍）の指揮官。遊撃小隊がコリントゥス王たちと共にマドルの森へと密かに脱出した後、交渉役として街に残ったダルタニゥスと明け渡しの交渉をしている最中に、カニサレスからの急使でマドルの森が白兎騎士団領になっていたことを聞かされて驚愕する。その直後、交渉を中断して対応に苦慮している時に侵入してきたレフレンシアに威圧され、万策尽きたことを悟る。その一ヶ月後、アスタロスからの命令でコリントゥスの街から撤退する。
カニサレス
セレンティウスの副官。遊撃小隊がコリントゥス王たちと共にマドルの森へと密かに脱出した後、セレンティウスの命令でコリントゥス王とその一族を謀殺するために二百の兵を率いてマドルの森に向かうが、森の入り口で待ち受けていた遊撃小隊からマドルの森が白兎騎士団領になっていたことを聞かされて驚愕する。この時、有無を言わせず攻め込んでいればガブリエラの策略は破られていたが、カニサレスは外交問題に発展するのを恐れてその場から動けず、セレンティウスに急使を送る。その後、セレンティウスの命令でマドルの森から撤退していった。
ベルドゥリア
イリアスタの武将で、ル・アンヘル攻防戦ではイリアスタ連合軍の指揮官を務める。しかし、レオノーラの自然士の能力とサイアスの采配によって敗北し、最期はベティス軍の騎馬部隊に踏み潰されて死亡した。

### コリントゥス王国
コリンティアンス
コリントゥス王国国王。王家は代々イリアスタ王国との確執があり、周辺諸国が親イリアスタに傾いていく中で、反イリアスタの姿勢を貫いてきたが、家臣の中からも親イリアスタ政策へ方向転換しようという気運が高まってきた為、ベティス大公国へ助けを求める。その後、大商人に扮したベティス大公国外務卿補ダルタニゥスと極秘で会談に臨み友好条約締結の合意を得るが、すぐさまクーデターが勃発する。クーデター鎮圧後は、功労者である遊撃小隊に対して王城近くのマドルの森にある湯治場を森ごと白兎騎士団に献上する。これが後に功を奏し、親イリアスタ連合軍の包囲作戦に対してガブリエラの奇策により、湯治場に逃げ込む事で最終的にコリントゥスを無傷で奪還する事になる。善政を布いていたので、住民からの支持も親イリアスタ側より高かったのも幸いした。
オルトラゥス
コリントゥスの王宮衛兵隊の一員。コリントゥス王宮で親イリアスタ勢によるクーデターが勃発した際、その事を近郊の湯治場に滞在中のダルタニゥスと遊撃小隊に知らせに行き、続いてのクーデター阻止戦にも遊撃小隊と共に参加した。その後に親イリアスタと思われる軍勢が北上してきた際にも、湯治場で入浴直前だった遊撃小隊に知らせに行った。コリントゥス王が伝令として使っているだけあり、乗馬の腕もセリノスに引けを取らず、セリノスと共に不眠不休でレフレンシアに事態の急変を伝えた。また、裏切りの可能性がある事からコリンティアンスがダルタニゥスに付けた衛兵には事態の急を告げず、ダルタニゥス本人に直接報を持っていくなど機転が利く（ただし、自分もその可能性をセリノス、デイレィに疑われた）。

### その他
オケィアノス
策謀に長けた男。かつてセビリ＝アンテ都市同盟の盟主の座を欲していたアンテルノ王の軍師としてセビリ＝アンテ都市同盟の内紛を画策するが、鋼鉄の白兎騎士団の特戦隊と特遊隊によって阻止され逃亡した。その後、協力者として雇っていたアスカ・ラディアから自身の策略を阻んだのが「団長殺し」の異名をとる一回生かもしれないと聞き、その「団長殺し」に興味を抱いてアスカに「団長殺し」の正体を探り出す依頼を新たに行う。
リンダシュタウト・リンデバウム・ロンディウム
アスカやアーネイスと共に太平原某都市にある何でも屋「梟亭」を経営する共同経営者。アスカたちには「リンダ」と呼ばれている。アスカが裏の仕事を担当するのに対し、リンダシュタウトは表の仕事を担当している。アスカを畏怖させる程の迫力を見せ、腕も立つ。
デモスコゥス
ベティス大公国の友好都市グラウコゥスの将軍。ル・アンヘル攻防戦ではグラウコゥス軍の指揮官として参戦するが、功を焦るあまりにアルゴラたちの進言を聞き入れずに霧の中を進軍するという失態を冒す。ル・アンヘル攻防戦終結直後に、サイアスに決まり悪げに謝罪していた。
ジゥ・ビ・アニエス
魔術の素質があるアフレアたちの育ての親であり、魔術の師匠でもある。魔術人形シゥビーニュの製作者で先代の操縦者でもあるが、ジゥが操縦していた頃のシゥビーニュの口調は丁寧で性格も穏やかだった。ある日、何者かの接近を感知するとアフレアたちを呼び、自分に万が一のことがあったら自らの知人であるアンブロゥぜ家に身を寄せるように告げ、アフレアたちを逃がした。その後、死人を魔術で操る何者かと交戦し殺害された。
ユリウス
アフレアより一、二歳年長の少年で、アフレア同様ジゥに育てられた。ジゥの死後、アフレアやサァラと共にジゥの知人であるアンブロゥゼ家に身を寄せた。アフレアと別れた以降の状況は不明。
サァラ
アフレアより一、二歳年下の少女で、アフレア同様ジゥに育てられた。ジゥの死後、アフレアたちと共にアンブロゥゼ家に身を寄せた。アフレアと別れた以降の状況は不明。
アーネイス
何でも屋である「梟亭」の受付嬢をしている少女で、腕は立つ。受付で艶本を読むなど、職務態度は真面目とは言えない。アスカやリンダには「アーネ」と呼ばれている。容貌は十代半ばだが、孤児であるため本人にも正確な年齢は判らない。

## 用語
鋼鉄の白兎騎士団
正式名称は『守護天アルアラネの加護を戴く聖少女騎士団』。あまりに長いので紋章（三面兎）と特徴的な兜（白金で作られた、うさ耳のついたもの）から『鋼鉄の白兎騎士団（こうてつのはくときしだん）』と呼ばれる。もっと短く『鋼鉄の白兎騎士団（はがねのしろうさぎ）』とも呼ばれる。
クセルクス盆地とお膝元のマイヨ・ルカの街を実効支配し、ピツェンツ山脈の中腹にあるグル・マイヨール要塞を本拠地としている。半ば独立国家に近い存在であるが、地域的な結び付きからベティス大公国を庇護者として戴いている。
守護天にアルアラネを頂いている関係上、男子禁制であり各国要人でも要塞内部の立ち入りは許されず、会談等は麓の支城で行われる。
入団資格は『どこかの国の市民であること』『犯罪歴がないこと』『若い乙女であること』。これは他国の騎士団等の入団資格に比べると遥かに低い。
入団する事自体が、その人物が知勇美武を兼ね備えているとされ、その保証人が守護天アルアラネである為、毎年の様に入団希望者が殺到する狭き門である。
守護天アルアラネが若い乙女しか保護しないので20代後半から退団を勧められるが、退団後は大貴族からの求婚や、ベティス大公国や他国から政務官僚・軍事官僚としての勧誘、手柄への報奨金を元手に大商人に転身など、退団してからが「おいしい」とされ、その事も入団競走に拍車をかける事となる。
守護天アルアラネ
鋼鉄の白兎騎士団が祀る、戦の女神。九十九守護天中美しさでは一、二を争う美貌を持つとされる。嫉妬深いが若く美しい未婚の女性を好むとされる。というより、美しい肉体を持つ未婚の女性しか加護しない女神である。
入団試験
春に行われる鋼鉄の白兎騎士団への入団試験。昔は春、秋の2回行われていたようだが、現在は春のみである。しかし、20～30人入団させる予定であったが、ガブリエラの奇策により、合格者が10人しか出なかった上に、『お兎様の乱』で団員数が減ってしまった為、申告退団扱いの団員を再入団させる目晦ましとして急遽秋の入団試験が行われる事となった。試験内容は
春の入団試験 - 一次試験 徒競走、二次試験 宝探し
秋の入団試験 - 一次試験 情報収集と観察力、二次試験 基礎体力、三次試験 実戦
である。
雛小隊
ガブリエラ達春の新人10名で構成される、副団長レフレンシア直属の小隊。小隊長はドゥイエンヌ、小隊長補佐はガブリエラ。名前の由来はガブリエラのレフレンシアとの会話による何気ない一言だが、レフレンシアがいたく気に入り命名される。その為、ガブリエラはレオチェルリを除く8人から非難される事となる。『お兎様の乱』の後、レフレンシア直属の遊撃小隊として再編成された。
後にアスカたち新人がセビリィノ到着後に、第二代の雛小隊に任命された。小隊長はアスカ。
遊撃小隊
『お兎様の乱』の後、団長代理レフレンシア直属の部隊として編成された。小隊長はドゥイエンヌ、副隊長はガブリエラ。
特別遊撃小隊
『大いなる物乞い』の為に遊撃小隊に救急分隊員のファンフェッダ、庶務分隊員のアルデリィナを組み込んだ臨時小隊。商人に偽装してベティス周辺以外の地域に滞在する元団員から寄付金を募るために行動する途中、セビリ＝アンテ都市同盟の内紛に巻き込まれる。小隊長、副隊長は引き続きドゥイエンヌ、ガブリエラ。略称は「特遊隊」。
特別遊撃戦隊
セビリ＝アンテ都市同盟の内紛を解決する為に、特遊隊の援軍として組織された臨時小隊。団内の武闘派と呼ばれる面々が集められる（アルゴラの制御役と思われるソフィネス以外）。番隊をあてるのではなく各部隊から人員を選抜する事は随分と異例の事であった。隊長はレフレンシア。略称は「特戦隊」。
後にガブリエラ戦役にて、侵攻してくるヴィネダの部隊の実力を測るために50名が選抜されて再編された。隊長はアスカ。隊員の中には、熱烈に志願して加わったアルゴラも入っている。
物見遊山隊
コリントゥスで起こった事態を解決すべく、セビリィノに駐在中のレフレンシアが急遽編成した部隊。これは当時セビリィノにいた人員ではライラントを除く12名全員であった。隊長はレオノーラ。実務班3名（班長アルディナ）と雛班6名（班長アスカ）に分かれ、レフレンシアとジアンはどちらにも属さない。体外的には「北原隊」を名乗る。
お兎様の乱
2巻～3巻にて語られる、騎士団の内乱。団を二分する争いとなり、ガブリエラの奇策によって鎮圧するも、当時の団長マリエミュールや数名の隊長格を失い、二分したがゆえに一般団員もおよそ半分が退団せざるを得なくなるという結果となる。
人的資金的損害は非常に大きかった（死傷者は少数に留まる）。ガブリエラはこの件の後に『団長殺し』と呼ばれるようになってしまう。
ガブリエラ戦役
1～3巻それぞれのプロローグとエピローグ、及び7,8巻の幕間劇にて一部が語られる、ガブリエラが団長となってからの戦役。騎士団支配地から産出するレアメタルを巡って、白兎騎士団及びベティス大公国に対してシギルノジチ経国とルーアン・ソシエダイ王国の連合が宣戦布告する。
黒猫（アトラダ・フェレス）
シギルノジチ経国の暗殺部隊。エスカが所属しており、かつてはアスカも所属していた。
浮き雲
ルーアル・ソシエダイ王国の秘密組織。土竜やマレウスが所属している。

## 既刊一覧

### 第一部

#### 本編
- 舞阪洸（著）・伊藤ベン（イラスト）、エンターブレイン〈ファミ通文庫〉、全10巻
  - 『鋼鉄の白兎騎士団I』、2005年11月30日発売[2]、ISBN 4-7577-2510-8
  - 『鋼鉄の白兎騎士団II』、2006年5月29日発売[3]、ISBN 4-7577-2744-5
  - 『鋼鉄の白兎騎士団III』、2006年10月30日発売[4]、ISBN 4-7577-3001-2
  - 『鋼鉄の白兎騎士団IV』、2007年3月30日発売[5]、ISBN 978-4-7577-3421-0
  - 『鋼鉄の白兎騎士団V』、2007年10月29日発売[6]、ISBN 978-4-7577-3795-2
  - 『鋼鉄の白兎騎士団VI』、2008年3月29日発売[7]、ISBN 978-4-7577-4076-1
  - 『鋼鉄の白兎騎士団VII』、2008年7月30日発売[8]、ISBN 978-4-7577-4335-9
  - 『鋼鉄の白兎騎士団VIII』、2009年3月30日発売[9]、ISBN 978-4-7577-4767-8
  - 『鋼鉄の白兎騎士団IX』、2009年7月30日発売[10]、ISBN 978-4-7577-4986-3
  - 『鋼鉄の白兎騎士団X』、2010年4月30日発売[11]、ISBN 978-4-0472-6486-1

#### 短編集
- 舞阪洸（著）・伊藤ベン（イラスト） 『鋼鉄の暗黒兎騎士』 エンターブレイン〈ファミ通文庫〉、2009年12月26日発売[12]、ISBN 978-4-04-726198-3

### 第二部
- 舞阪洸（著）・伊藤ベン（イラスト）、エンターブレイン〈ファミ通文庫〉、全7巻
  - 『ガブリエラ戦記I 白兎騎士団の窮地』2010年11月29日発売[13]、ISBN 978-4-0472-6894-4
  - 『ガブリエラ戦記II 白兎騎士団の強敵』2011年2月28日発売[14]、ISBN 978-4-0472-7083-1
  - 『ガブリエラ戦記III 白兎騎士団の犠牲』2011年8月29日発売[15]、ISBN 978-4-0472-7464-8
  - 『ガブリエラ戦記IV 白兎騎士団の決意』2012年2月29日発売[16]、ISBN 978-4-0472-7841-7
  - 『ガブリエラ戦記V 白兎騎士団の雌伏』2012年8月30日発売[17]、ISBN 978-4-0472-8303-9
  - 『ガブリエラ戦記VI 白兎騎士団の切り札』2013年1月30日発売[18]、ISBN 978-4-04-728658-0
  - 『ガブリエラ戦記 終劇 白兎騎士団の大団円』2013年2月28日発売[19]、ISBN 978-4-04-728732-7